# Ceija Stojka
Ceija Stojka (Margarete Horvath-Stojka), avstrijska pisateljica in umetnica, * 23. maj 1933, Kraubath an der Mur, Štajerska, Avstrija, † 28. januar 2013, Dunaj.
Pripadala je Romom Lovara, ki živijo zlasti v Srednji in Vzhodni Evropi in je kot otrok preživela tri nacionalsocialistična koncentracijska taborišča.
Bila je sestra Karla in Monge Stojke ter teta Harrija Stojke in Karla Ratzerja.

## Življenje
Ceija je kot otrok odraščala v družini, ki je potovala po Avstriji in trgovala s konji. Njenega očeta niso, kot je napačno verjela dolga leta, umorili v koncentracijskem taborišču Dachau, temveč na gradu Hartheim. Potem ko je bil njen oče leta 1941 deportiran v Dachau, so jo leta 1943 z materjo in sestro deportirali v Auschwitz-Birkenau, kjer je delala v šivalnici. Kmalu pred koncem vojne so vse tri prišle v Bergen-Belsen, kjer so jih leta 1945 osvobodili. Od velike družine, ki je štela približno 200 ljudi, jih je preživelo le šest.
Po vojni se je Stojka ustalila na Dunaju, kjer je živela do svoje smrti.
Leta 1988 je napisala svojo prvo knjigo Živimo na skrivaj in z njo bila ena prvih, ki je opozorila na usodo svojega naroda v koncentracijskih taboriščih in uničevalnih taboriščih. Leta 1992 je sledila knjiga Popotniki na tem svetu, njeni spomini na čas v povojni Avstriji. Leta 1989 je po potovanju na Japonsko začela slikati svoje prve slike. Ponavljajoče se teme so barviti naravni motivi, zlasti Romi pred vojno, pa tudi zelo mračni prikazi nacističnih grozodejstev. Njena dela so najbolj pogosto razstavljali v Nemčiji in Avstriji, pa tudi v drugih državah, kot sta Japonska in Češka. Leta 2003 je izšla njena pesniška zbirka Moja izbira za pisanje – ne morem.
V okviru projekta Poslednje priče v Burgtheatru je bila Ceija Stojka ena od sedmih preživelih prič, ki so preživele nacistična iztrebljevalna taborišča in o tem pričale, pa tudi občinstvu želele spregovoriti o svojih izkušnjah med preganjanjem Judov za časa nacizma; umrla pa je pred premiero oktobra 2013, tako da se ni mogla več osebno udeležiti.
Ceija Stojka je pokopana na Dunaju na pokopališču Groß-Jedlersdorf v častnem grobu (skupina 13, vrsta 2, številka 10).

## Mednarodni sklad Ceija Stojka
Leta 2018 je Mednarodni sklad ustanovila skupina mednarodnih kustosov, novinarjev, avtorjev, režiserjev in fotografov skupaj z dediči Ceije Stojke. Cilj te nekomercialne ustanove je zainteresirani javnosti prikazati podatke o delu in osebi Ceije Stojke ter informacije o razstavah, pomembnih poročilih v tisku in znanstvenem sprejemanju njenega dela.

## Nagrade
- Nagrada Bruna Kreiskega za politično knjigo, 1993
- Nagrada Josef Felder, 2000[11]
- Zlati križ za zasluge dežele Dunaj, 2001
- Humanitarna medalja mesta Linz, 2004
- Zlata medalja za zasluge dežele Zgornje Avstrije, 2005
- Avstrijska TV nagrada za izobraževanje odraslih, 2006
- Imenovanje za profesorico z odlokom avstrijskega zveznega ministra za izobraževanje, umetnost in kulturo, 2009[12]
- Leta 2014 je bil trg pred župnijsko cerkvijo Altlerchenfeld poimenovan po njej v Ceija-Stojka-Platz.[13]

## Dela
- Živimo na skrivaj. Spomini na rimskega Cigana (1988)
- Popotniki na tem svetu (1992)
- Moja odločitev za pisanje - ne morem pesmi (2003)
- Me Diklem Suno (avdio CD)
- Ali sanjam, da žikvim? Osvobojena iz Bergen-Belsena (2005)
- ceija stojka. auschwitz je moj plašč. slike in besedila. (Monografija, uredila Christa Stippinger, izdaja exil, Dunaj 2008)
- Ceija Stojka (1933–2013) - Tudi smrt se boji Auschwitza (monografija, urednik Lith Bahlmann / Matthias Reichelt, Verlag für Moderne Kunst Nürnberg 2014)

## Kinematografski sprejem
- Ceija Stojka: Portret Romnije, 2001 (režija: Karin Berger )
- Pod deskami svetlo zelena trava, 2005 (Režija: Karin Berger)

## Spletne povezave
- Spletna stran Mednarodnega sklada Ceije Stojka
- Spletna stran Ceije Stojka
- bildungs.tv: sodobna priča Ceija Stojka, video prispevek (58 min. )
- Informacije o razstavah v Berlinu 2014
- Članek o Ceiji Stojka v d | ROM | a, julij 2005